# Eleccions parlamentàries poloneses de 1989
Les Eleccions parlamentàries poloneses de 1989 foren convocades per a escollir el Kontraktowy Sejm (Sejm de Compromís) com a resultat del compromís assolit entre el Partit Obrer Unificat Polonès i Solidarność als Acords de la Taula Rodona de Polònia el 5 d'abril de 1989. Com a resultat, el poder polític real es transferiria a un nou cos legislatiu bicameral i un a president que seria el cap executiu. Solidarność va esdevenir un instrument legítim i partit polític legal.

## Convocatòria d'eleccions
Tal vegada la decisió més important assolida durant les converses va ser permetre la celebració d'eleccions parcialment lliures per primer cop a Polònia. Tots els seients del recent creat Senat de Polònia devien ser elegits democràticament, així com 161 places (35 per cent del total) del Sejm. El 65% restant dels seients estaven reservats per al Partit Comunista i els seus partits satèl·lits. A més, els 35 escons elegits a través de la llista a tot el país estaven reservats per als candidats del Partit, sempre que haguessin adquirit una certa quota de suport. Això va ser per a garantir l'elecció dels més notables líders del Partit.
El resultat de l'elecció va ser en gran manera imprevisible. Després de tot, Polònia no havia tingut realment una elecció justa des del decenni de 1920, per la qual cosa amb prou feines hi havia precedents. És evident que els comunistes eren impopulars, però no hi havia xifres sobre la seva possible pèrdua de vots. El govern comunista encara tenia el control de la majoria dels principals mitjans de comunicació i entre els candidats hi havia esportistes i celebritats de la televisió, així com les personalitats locals i alguns empresaris. Alguns membres de l'oposició els preocupava que aquestes tàctiques els fes guanyar suficients entre el segment de població menys educat.

## Els resultats
Les eleccions del 4 de juny de 1989 (i la segona ronda de 18 de juny) va donar la victòria a Solidarność: el 99% de tots els escons al Senat i el 35% de tots els escons al Sejm. Dels 100 escons al Senat, 99 van ser guanyades per la Solidaritat i 1 per un candidat independent. Dels 35 escons de la llista a tot el país, només una va ser adquirida pel candidat del Partit (Adam Zieliński) i un per al satèl·lit ZSL, mentre que la resta van ser obtingudes per a Solidaritat en la segona volta. En total, dels 161 escons elegibles, Solidaritat va tenir 160.
La participació va ser sorprenentment baixa: només el 62,7% en la primera volta i el 25% en la segona. El resultat va ser un gran sorpresa tant per al Partit com per a Solidaritat. Només uns pocs dies abans, el 4 de juny, el Comitè Central del partit va debatrela possible reacció del món occidental si Solidaritat no guanyés un sol escó. Al mateix temps, els dirigents de Solidaritat estaven tractant de preparar un conjunt de normes als diputats sense partit en un parlament dominat per comunistes, ja que s'esperava que Solidaritat no guanyaria més de 20 seients.
Encara que les eleccions no van ser totalment democràtiques, van aplanar el camí per a la creació del govern de Tadeusz Mazowiecki i una transició pacífica a la democràcia, que va ser confirmada després de les eleccions parlamentàries poloneses de 1991.

## Repartiment dels escons
|  | Club Parlamentari                                                               | Mandat 1989 | Mandat 1991 |
|  | ------------------------------------------------------------------------------- | ----------- | ----------- |
|  | Club Parlamentari Cívic                                                         | 161         | 105         |
|  | Club Parlamentari Esquerra Democràtica, inicialment dins Club Parlamentari POUP | 173         | 102         |
|  | Club Parlamentari Partit Popular Polonès (Józef Zych)                           | 76          | 69          |
|  | Club Parlamentari Unió Democràtica                                              | -           | 49          |
|  | Unió Socialdemòcrata de Polònia                                                 | -           | 39          |
|  | Club parlamentari Partit Demòcrata                                              | 27          | 21          |
|  | Club Pax                                                                        | 10          | 10          |
|  | Club Unió Social Cristiana                                                      | 8           | 8           |
|  | Club Parlamentari Cristià Popular                                               | -           | 8           |
|  | Club de diputats independents, ex POUP                                          | -           | 7           |
|  | Club de diputats militars, ex POUP                                              | -           | 7           |
|  | Club Parlamentari Solidarność Pracy                                             | -           | 5           |
|  | Club Parlamentari Associació Polonesa Social-Catòlica                           | 5           | 4           |
|  | Club Parlamentari Ecologista                                                    | -           | 3           |
|  | Independents                                                                    | -           | 20          |
|  | Total                                                                           | 460         | 457         |